# 国立长沙临时大学
國立長沙臨時大學，簡稱長沙臨大，為國立西南聯合大學的前身，由國立清華大學、國立北京大學和私立南開大學三校聯合組成，是一所抗日戰爭時期位於長沙的臨時性大學。

## 筹划

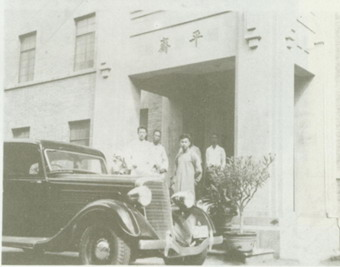
清华学生痛别平斋

1935年，北平的局势日益危急。为了防止突发的不利情况，清华大学秘密预备将学校转移至湖南长沙。当年清華拨約40万元巨款在长沙岳麓山山下的左家垅（今址为中南大学）动工修建一整套的校舍，预计在1938年初即可全部完工交付使用。1935年冬，清华大学又从清华园火车站，连夜秘密南运几列车图书、仪器等教学研究必需品到湖北汉口暂时保存，随时可以运往新校址。
1936年春，清华大学决定在湖南筹设分校。2月，梅贻琦与顾毓琇親自赴湖南与湖南省主席何健商洽建立分校。因應湖南省要求，清华拟先设农业研究所，並將逐漸改为农学院。原本分校選定的校址為湖南圣经大学旧址，但因需60万，清华无力承擔，校地改為长沙岳麓山山下空地100余亩。
1937年7月7日卢沟桥事变，抗日战争全面爆发，至28日北平沦陷。南京国民政府在庐山召开了一系列会议讨论战局问题。北京大学、清华大学和南开大学三校校长，在庐山会议后并未立即返回平津，而暂时留在南京和上海。
8月28日，国民政府教育部分别授函南开大学校长张伯苓、清华大学校长梅贻琦和北京大学校长蒋梦麟，指定三人分任长沙临时大学筹备委员会委员，三校在长沙合并组成长沙临时大学。

## 成立与发展
1937年9月10日，教育部第16696号令正式宣布建立国立长沙临时大学。10月，1600多名来自三校的师生经过长途跋涉陆续到达长沙。1937年10月25日，长沙临时大学正式开学。11月1日学生开始正式上课，这一天被定为西南联合大学校庆日。朱自清、闻一多、陈寅恪、冯友兰、金岳霖、潘光旦、吴有训、顾毓秀等一批教授来到长沙。由于之前清华大学所建立的校舍未完工，学校的校址位在长沙韭菜园的湖南圣经学院，工学院在岳麓山下的岳麓书院，文学院在湖南衡山，理学院和法商学院学生住在协操坪的旧营房内。
因三校各有不同的传统作风，辦學物資也缺乏，當時社會上很多人質疑是否臨大能繼續合作辦下去。为了增强“临大”的社会影响力，校方邀请了一批社会名流来校讲演。这些人物包括湖南省政府主席张治中、大公报总编张季鸾、国民党高级将领白崇禧和陈诚、前中共总书记陈独秀、毛泽东的老师徐特立等，他们的演讲深受学生欢迎，也產生重大社會影響。 
1937年12月13日，南京淪陷。长沙临时大学学生1067人，在韭菜园临大校本部沉痛集会，許多學生決定投筆從戎，奔赴前线。这是国立长沙临大学生從軍第一波热潮。临大常委会迅速成立国防工作介绍委员会，決定凡參與国防者，將保留学籍。在此期间，至少有295名学生決定申请保留学籍，前去参加抗战。
学校在长沙正常办学仅一学期。11月20日，全校共有学生1452人，其中清华631人，北大342人，南开147人；教师148人，其中北大55人，清华73人，南开20人。

## 转移
1938年1月，南京被日軍佔領，中華民國政府遷都重慶，武汉危急，学校不得不远迁雲南昆明。2月，第一學期結束後，器材書籍已陸續分批運往昆明。2月19日，师生在长沙韭菜园的圣经学院召开誓师大会，开始了搬迁过程。
1938年4月2日，教育部发电命令国立长沙临时大学改称国立西南联合大学。从长沙联大于1937年8月建立，到西南联大1946年7月31日停止办学，西南联大共存在了8年零11个月。西南联大保存了抗战时期的重要科研力量并培养了一大批优秀学生，为中国以至世界的发展作出了贡献。

## 迁移路线

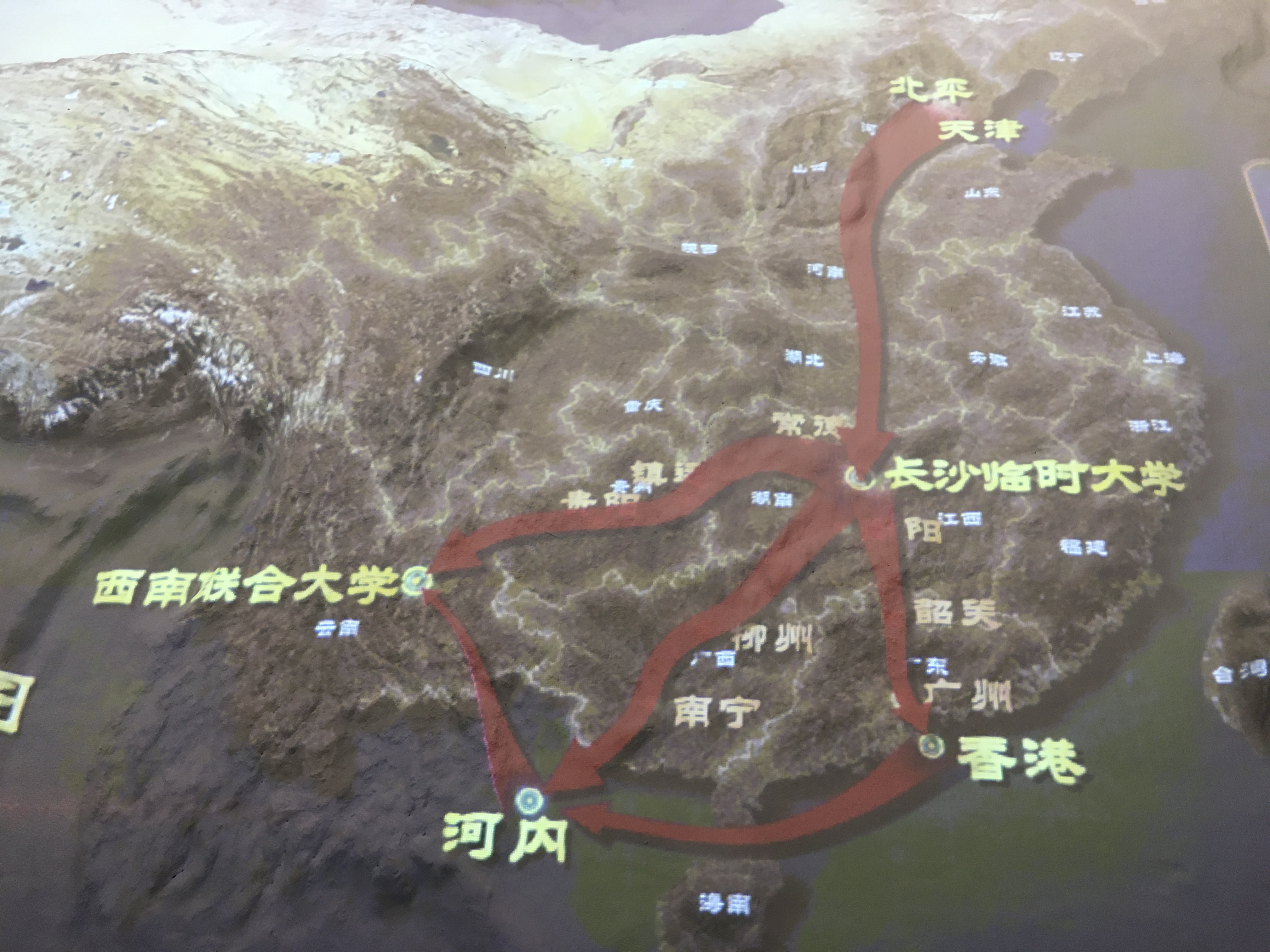
西遷路線圖

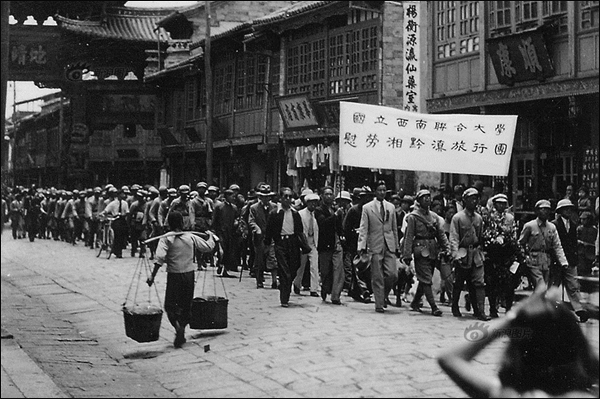
湘黔滇旅行團到達昆明

1938年2月中旬到同年4月28日，长沙临时大学从长沙搬迁到昆明。师生主要有三条路线迁入昆明。
- 香港越南路线

经广州、香港乘船到越南海防市，再坐火车到昆明。走这条路线的重要教授有陈寅恪等。陈教授的妻子因为心脏病被留在香港由许地山照顾。大多数教师、家眷及部分女同学选择了这条路线。
- 广西越南路线

广西政府曾经邀请长沙临大师生迁移到桂林等地办学。临大常委采纳了北大经济系主任秦瓒教授的建议，决定仍然迁往更加安全的云南。
为了向广西政府解释学校不迁移到广西的原因，学校派遣陈岱孙教授去向广西说明。同行的有朱自清、冯友兰、钱穆、汤用彤、贺麟等十多人，由朱自清任团长。他们一行从长沙乘坐汽车经过桂林、柳州到南宁，再经过镇南关到越南河内，最后顺滇越铁路到达昆明。
经济条件较好的男同学和少数女同学也选择了这条道路。他们从长沙坐火车到桂林，再从桂林换乘汽车途经柳州、南宁到越南。最后也顺滇越铁路到达昆明。
- 湘黔滇旅行团

这是最艰苦的迁移路线。1938年2月19日师生开始迁移，共计336人。旅行团团长为黄师岳中将。其中重要教授有闻一多、黄钰生、袁复礼、李继侗、曾昭抡、吴征镒等。师生徒步经过湖南湘西进入贵州，最后抵达云南昆明。湘西的土匪众多，路途不安全。张治中布置出生于湘西的作家沈从文先行与湘西各方势力协商，最终土匪没有为难师生。
4月28日，师生经过艰苦跋涉到达昆明。迁移全程约三千里，可能为学生大规模迁徙路程之最。师生把这次迁移办成教学任务，在途中对抗日救国进行积极宣传，同时也不忘记在途中学习与实践。
1938年4月2日，教育部训令，国立长沙临时大学改称国立西南联合大学。

## 事后纪念以及旧址

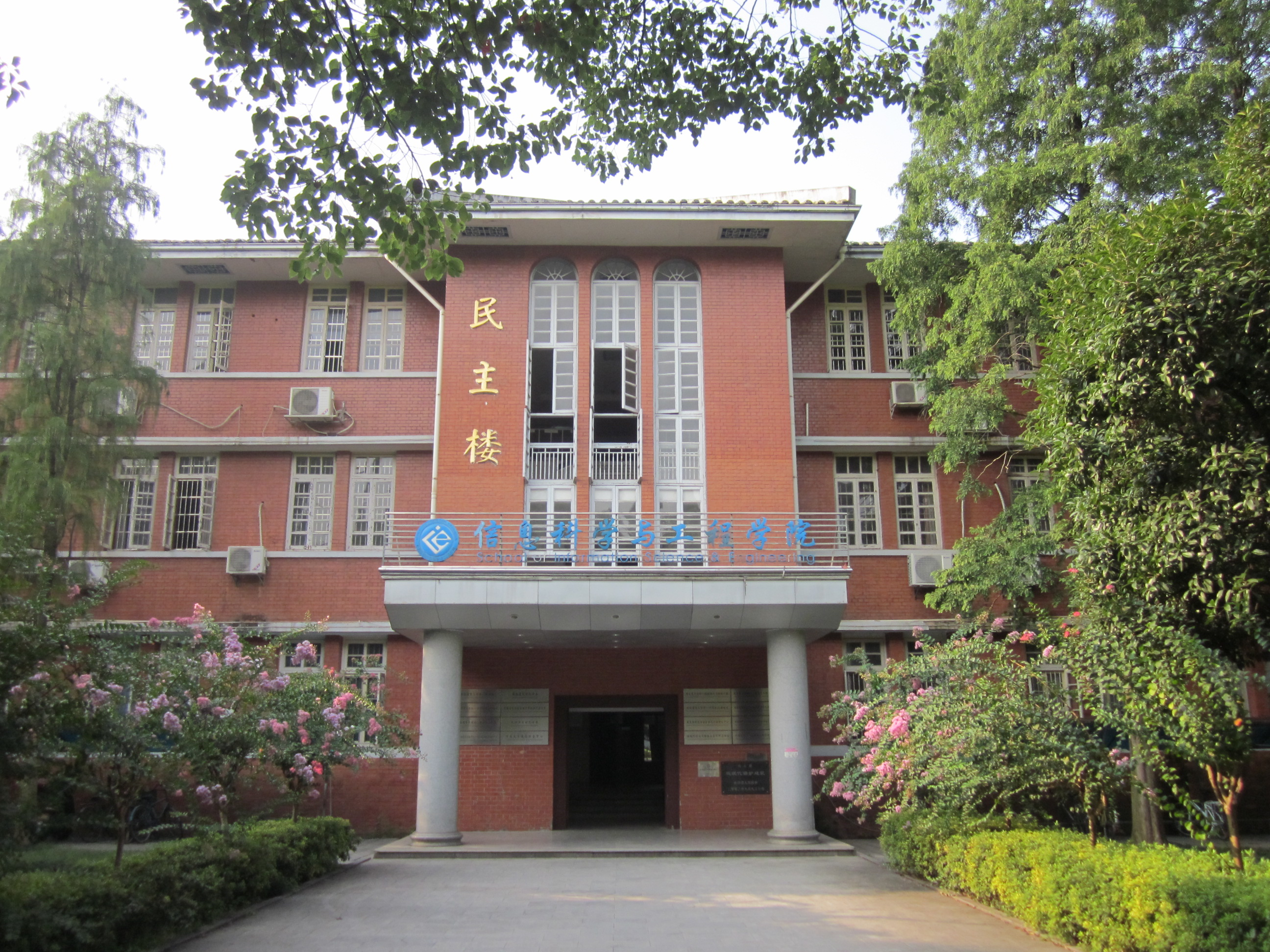
民主楼

国立长沙临时大学的正式开学日期11月1日被定为国立西南联合大学校庆日。每到周年日，三校都会开展校庆活动。50周年校庆时，南开大学立“国立西南联合大学纪念碑”。
长沙临大的教学楼旧址为长沙韭菜园东原湖南省政府西侧第三办公楼，其原本為湖南圣经学校教学楼，临大理学院租用湘雅医学院房子，电机系和机械系在湖南大学上课。其他保存至今的还有圆亭等建筑。理工学院旧址岳麓书院保存完好。1935年清华大学在左家垅（今址中南大学）所建的校舍为民主楼和和平楼，今仍保存完好。现有界碑一条，正面镌刻的“清华”二字，背面为界桩序号“一三一”。